# Joy Baluch
Nancy Joy Baluch AM (* 10. Oktober 1932 in Port Augusta, South Australia; † 14. Mai 2013) war eine australische Politikerin.

## Leben und Wirken
Am 10. Oktober 1932 kam Joy Baluch zur Welt. Ihre Eltern waren George Budgeon Copley und Jessie Stuart. Sie ging in die Port Augusta Primary School und zur Port Augusta High School.
Joy Baluch heiratete Teofil Stefan Branch, einen Ukrainer, der während des Zweiten Weltkrieges im Konzentrationslager in Dachau gefangen gehalten wurde.
Von 1949 bis 1953 arbeitete Baluch als leitende Stenographin beim Maschinenbau der Commonwealth Railways.
Von 1961 bis 1981 war Baluch die Inhaberin des ältesten Hotels in Port Augusta.

### Politisches Engagement
1970 wurde Joy Baluch in den Stadtrat von Port Augusta gewählt. Nachdem Joys Sohn, ein starker Asthmatiker, geboren wurde, setzte sie sich in der Kommunalpolitik für das Gesundheitswesen ein.
1981 wurde sie Bürgermeisterin von Port Augusta. Dort setzte sie nach großen Bemühungen das Verbot des Trinkens alkoholischer Getränke an öffentlichen Orten in Port Augusta durch.
Joy Baluchs Mann starb 16 Jahre vor ihr an Lungenkrebs. Er war Nichtraucher, jedoch arbeitete er in einem Kohlekraftwerk. Baluch kämpfte daraufhin gegen kohlebeheizte Kraftwerke und setzte sich für thermische Solarenergie ein.
2007 bekam Joy Baluch für ihre Leistungen in der Kommunalpolitik den Order of Australia überreicht.

### Tod
Joy Baluch starb am 14. Mai 2013 im Alter von 80 Jahren an Brustkrebs. Sie amtierte bis zu ihrem Tod als Bürgermeisterin von Port Augusta. Ihre ungefähr 30-jährige Amtszeit als Bürgermeisterin soll die längste Amtszeit in Australien gewesen sein. Eine Brücke über den Spencer-Golf soll zu Ehren nach Joy Baluch benannt werden.